# Ernst Streckeisen
Ernst Streckeisen (* 19. Oktober 1905 in St. Gallen, Schweiz; † 8. November 1978 in Kapstadt, Südafrika) war ein Schweizer neuapostolischer Geistlicher. Er war vom 15. Februar 1975 bis zu seinem Tod am 8. November 1978 der fünfte Stammapostel und damit das geistliche Oberhaupt der Neuapostolischen Kirche.

## Leben
Ernst Streckeisen wurde in einfache Verhältnisse hineingeboren. Nach dem frühen Tod des Vaters kam seine Mutter mit der Neuapostolischen Kirche in Berührung und empfing zusammen mit ihren beiden Söhnen 1910 die Versiegelung, die die Mitgliedschaft in der Neuapostolischen Kirche begründet. Nach dem Besuch der Volksschule und des Gymnasiums, das Ernst Streckeisen mit der Matura (Abitur) abschloss, absolvierte er eine kaufmännische Lehre und arbeitete in verschiedenen St. Galler Betrieben. In der Zeit der Weltwirtschaftskrise musste er Arbeitslosigkeit und Armut kennenlernen. Schon als junger Mann brachte sich Ernst Streckeisen in die neuapostolische Gemeindearbeit ein. Vom 21. Oktober 1935 bis zu deren Tod am 28. September 1969 war Ernst Streckeisen mit seiner Frau Elsa, geb. Bruderer, verheiratet. Mit ihr hatte er eine gemeinsame Tochter.

## Wirken als Stammapostel
Nachdem sein Vorgänger, Stammapostel Walter Schmidt, altershalber in den Ruhestand getreten war, bestimmte er den damaligen Bezirksapostel (Kirchenpräsident) der Schweiz zu seinem Nachfolger. In einer Apostelversammlung, an der fast alle der damals amtierenden neuapostolischen Apostel teilnahmen, wurde dieser Beschluss einstimmig angenommen. Die internationale Kirchenleitung der Neuapostolischen Kirche befindet sich seit seiner Amtszeit in Zürich, Schweiz.
Ernst Streckeisen war es als erstem Stammapostel nach dem Zweiten Weltkrieg möglich, in der damaligen DDR Gottesdienste zu halten. In seiner relativ kurzen Amtszeit besuchte er seine Glaubensgeschwister in aller Welt und verstarb während einer Dienstreise in Südafrika an den Folgen eines Schlaganfalles.

## Ordinationen
Ernst Streckeisen wurden im Laufe seines Lebens in folgende Amtsstufen ordiniert:
- 11. Dezember 1927: Unterdiakon
- 27. Juli 1930: Diakon
- 19. Oktober 1930: Priester
- 1933: Bezirksevangelist
- 28. Februar 1937: Bezirksältester
- 5. August 1951: Bischof
- 8. Juni 1952: Apostel
- 19. April 1953: Bezirksapostel und Kirchenpräsident der Gebietskirche Schweiz[4]

Zur Gebietskirche Schweiz gehörten während seiner Amtszeit auch Österreich, Ungarn, die Tschechoslowakei, Polen, Italien, Jugoslawien und Spanien.
Am 18. August 1965 wurde er von Stammapostel Walter Schmidt zusätzlich mit der Betreuung der Gebietskirche Württemberg (heute Teil der Gebietskirche Süddeutschland) beauftragt.
Nachdem er das Stammapostelamt übernommen hatte, ordinierte er am 4. Mai 1975 Apostel Karl Kühnle zum Bezirksapostel für Württemberg und am 1. Januar 1976 Bischof Hans Urwyler zum Bezirksapostel für die Schweiz. Letzterer folgte ihm nach seinem Tod auch im Amt des Stammapostels.